# Western Culture
Western Culture is het vijfde album van de Britse progressieve rock-band Henry Cow.

## Tracklist
1. History and Prospects
  1. Industry - 6:57 (Tim Hodgkinson)
  2. The Decay Of Cities - 6:55 (Tim Hodgkinson)
  3. On The Raft (Tim Hodgkinson)
2. Day By Day
  1. Falling Away - 7:38 (Lindsay Cooper)
  2. Gretel's Tale - 3:57 (Lindsay Cooper)
  3. Look Back - 1:19 (Lindsay Cooper)
  4. Half The Sky - 5:07 (Lindsay Cooper / Tim Hodgkinson)
3. Bonustracks op CD, geremasterd in 2001:
  1. Viva Pa Ubu - 1:29 (Tim Hodgkinson)
  2. Look Back (alternate version) - 4:28 (Lindsay Cooper))
  3. Slice - 1:21 (Lindsay Cooper)

## Bezetting
- Fred Frith: gitaar, bas, saxofoon
- Tim Hodgkinson: orgel, gitaar, klarinet
- Chris Cutler: drums, percussie
- Lindsay Cooper: fagot, hobo, saxofoon, blokfluit

gastoptreden van:
- Annemarie Roelofs: viool, trombone
- Irene Schweitzer: piano
- Georgie Born: bas